# Гатчинський палац
Великий Гатчинський палац (рос. Большой Гатчинский дворец) — пам'ятка архітектури раннього класицизму, що є складовою частиною палацово-паркового ансамблю в місті Гатчина, Російська Федерація.

## Назва
Місцевість в давнину носила назву «Хотчино» за однойменним озером. Саме так записано в писцевій книзі новгородців від 1499 року. Пізніше (на початку 17 століття) землі відвоювали і заселили шведи, назва перетворилась Хатчина. Обрусіла назва Гатчина і закріпилася за поселенням.

## Володарі
Землі були повернуті Московії під час Великої Північної війни.
Після низки приватних володарів 1762 року землі із озерами, джерелами та лісом придбали в імператорську скарбницю. Катерина II подарувала 1765 року цю ділянку фаворитові Григорію Орлову в подяку за активну участь в палацовому перевороті, котрий приніс трон імператриці. Його наближеність до царського двору дозволила залучити до розбудови власної садиби імператорського архітектора Антоніо Рінальді. Нахабний фаворит, бабій і психопат, посварився з імператрицею, одружився, виїхав за кордон і збожеволів. По смерті Григорія Орлова 1783 року, садиба з унікальним палацом і парком знову придбана в скарбницю за 150 000 у братів Орлових і подарована сину Катерини II — Павлу. Відтоді на сто тридцять п'ять років володарями палацово-паркового ансамблю була царська родина. Після більшовицького перевороту 1917 р. палац націоналізували. В роки війни 1941–1945 рр. палац захопили німецькі фашисти і той значно постраждав від пожежі. В повоєнні роки пошкоджену будівлю наскоро відремонтували, вкрили новим дахом і передали секретному військовому інституту. Відновлення палацово-паркових ансамблів навколо Ленінграда довгий час ніяк не відбивалось на стані Гатчинського палацу, бо унікальність споруди ігнорували і вважали недоцільним ні його реставрацію, ні відновлення як музею. Знадобилось декілька десятиліть дебатів і зусиль музейників і науковців, аби відселити інститут і розпочати довготривалу реставрацію палацово-паркового ансамблю доби раннього російського класицизму. Палац і парк частково відновили останніми в черзі, тоді, як вже відновили і постали з руїн ансамблі в Царському Селі, Павловську, Петергофі.

## Історія вивчення

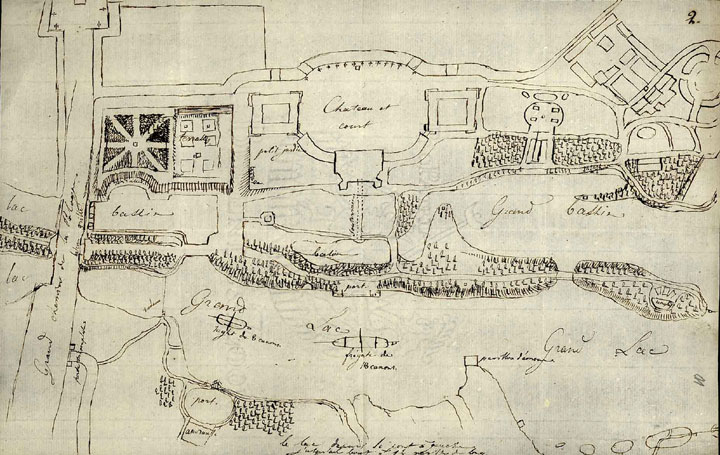
План ансамблю на кінець 18 ст.

Лише в 20 столітті розпочалося повільне і уривчасте вивчення історії садиби Гатчина, її забудови і етапів самої забудови. Підказкою став напис на парковому фасаді палацу російською — «Заложен 1766 мая 30, окончен 1781». Але це була вказівка на так званий «орловський період» формування ансамблю, важливий, але досить короткий.
Палац десятиліттями належав царській родині, куди мали надто обмежений доступ історики чи мистецтвознавці, незважаючи на унікальність споруди і мистецькі скарби, накопичені в ньому. Сумніву піддавали навіть належність проєкту Антоніо Рінальді. Авторство було доведене мистецтвознавцем Олександром Бенуа, коли той відвідав італійську Швейцарію та знайшов низку архівів архітекторів, що роками працювали в Петербурзі та його передмістях і вивезли папери на батьківщину. Серед знайдених був і малюнок італійського скульптора Феліче Ламоні із написом «Садиба князя Орлова Гатчина», котрий оприлюднили в російському журналі «Старые годы». Дослідження в 1914–1915 рр. продовжили Н. Є. Лансере, П. П. Вейнер, С. Н. Казнаков. Саме тоді дослідники та прихильники мистецтв і відкрили надзвичайну мистецьку вартість і самого палацу, і палацово-паркового ансамблю, що нічим не поступався уславленим Павловську чи Оранієнбауму. Перший путівник по парковому ансамблю, однак, вийшов з друку лише 1921 року (автор — В. К. Макаров). До 1941 року ансамбль в Гатчині так і не дочекався жодної окремої монографії.
Згодом були знайдені і кресленики Гатчинського палацу, датовані 1781 р. (Державний історичний музей, Москва), але вони були не авторські, а фіксаційні. Авторство остаточно підтвердив дослідник Г. Г. Грімм лише 1956 року, знайшовши авторський кресленик Рінальді.

## Матеріали, періодизація і перебудови

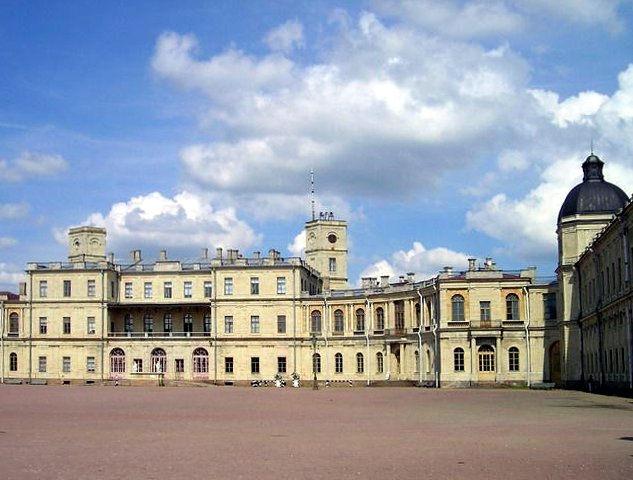

Рінальді використав для будівництва цеглу. Для облицювання використав місцевий пудоський камінь. Сіро-жовтий, досить легкий в обробці камінь із Пудості ставав згодом міцним і мав властивості цегли. Пудоський камінь мав цікаву фактуру і був пізніше використаний для першого поверху Камеронової галереї в Царському Селі, в облицюванні Казанського собору в Петербурзі тощо. Гатчинський палац (враховуючи його значні розміри і масштаб) вибудували досить швидко, бо граф Г. Орлов мав власну будівельну канцелярію.
Умовно будівельні періоди поділяють на три :
- Орловский, або перший період (1766—1781)
- другий період, володар Павло Петрович (1883—1801)
- третій період, володар імператор Микола І (1826, добудови 1845—1856)

Ядро ансамблю, створене ще за проєктом Антоніо Рінальді, завжди залишалось недоторканим. Добудови відбулися в господарчих каре, де збільшили поверхи та надбудували яруси всіх кутових веж. Тобто, план палацу не зазнав суттєвих змін. Зміни відбулися в палацовій церкві (кутова вежа Кухонного каре, крита банею з хрестом, архітектор Захаров Андреян Дмитрович), її перебудували за проєктом Р. Кузьміна, та в Арсенальному каре, де були створені апатаменти для імператорських родин.
Була збільшена і кількість паркових павільйонів в порівнянні з першим будівельним періодом (Павільйон Венери, Грот в Сільвії, Амфітеатр просто неба за проєктом Миколи Львова, Ферма, Птахівник за проєктом А. Захарова тощо.)

## Палац

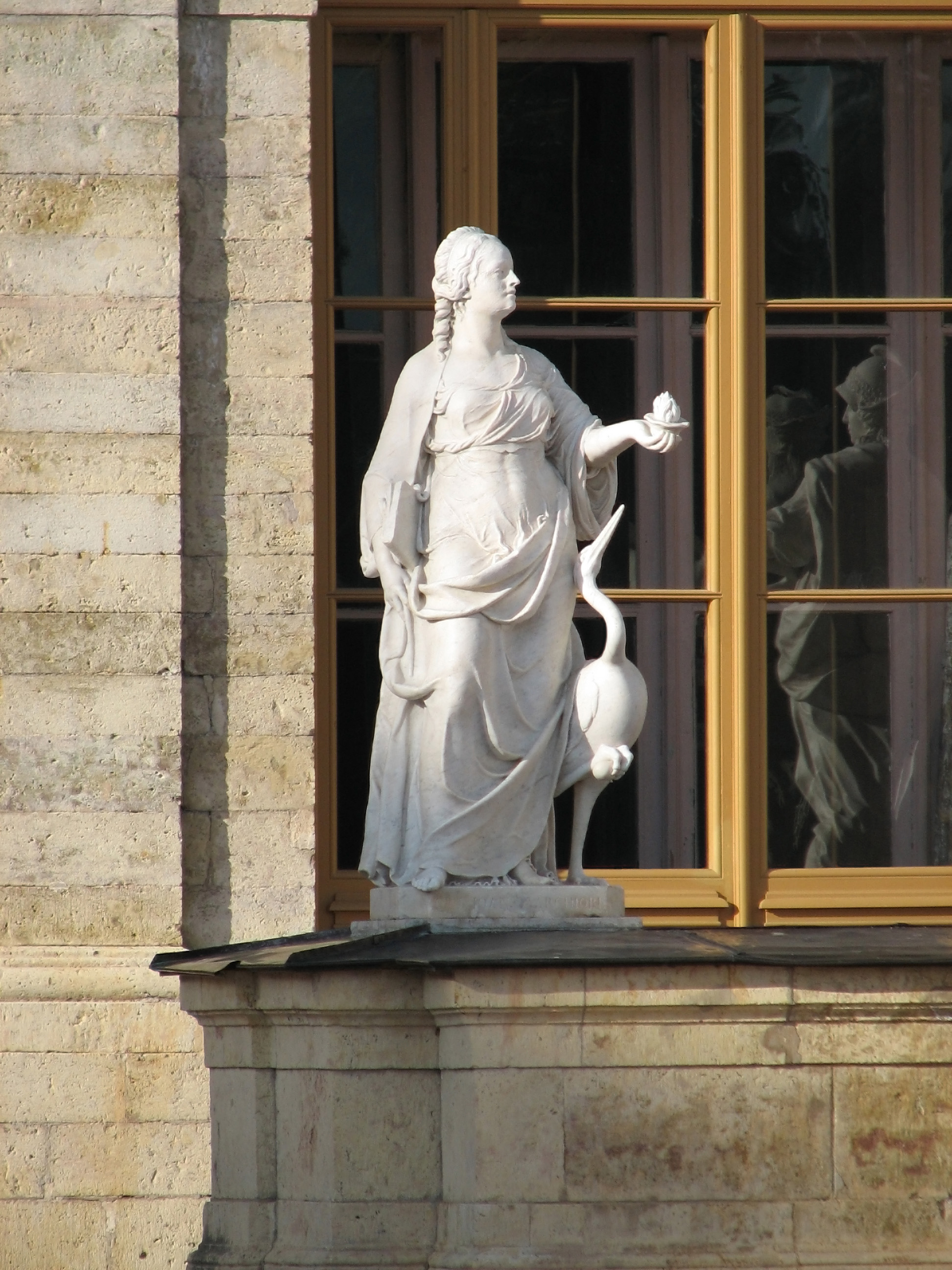
Ск. Й. Морлейтер. Алегорія Передбачливості в Гатчині.

Палац, центральна частина без 2-х каре.

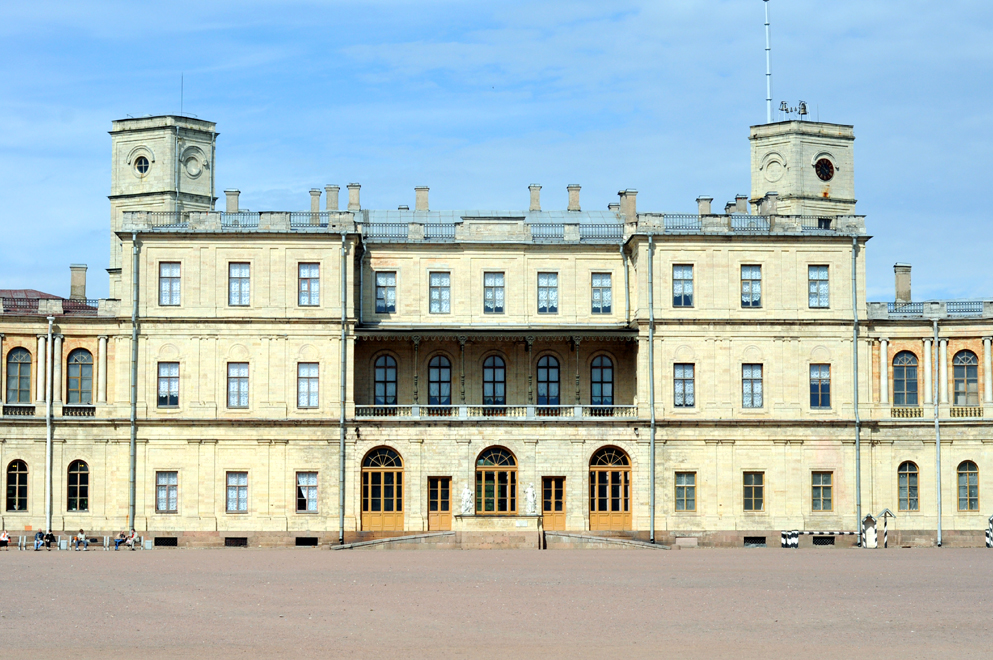

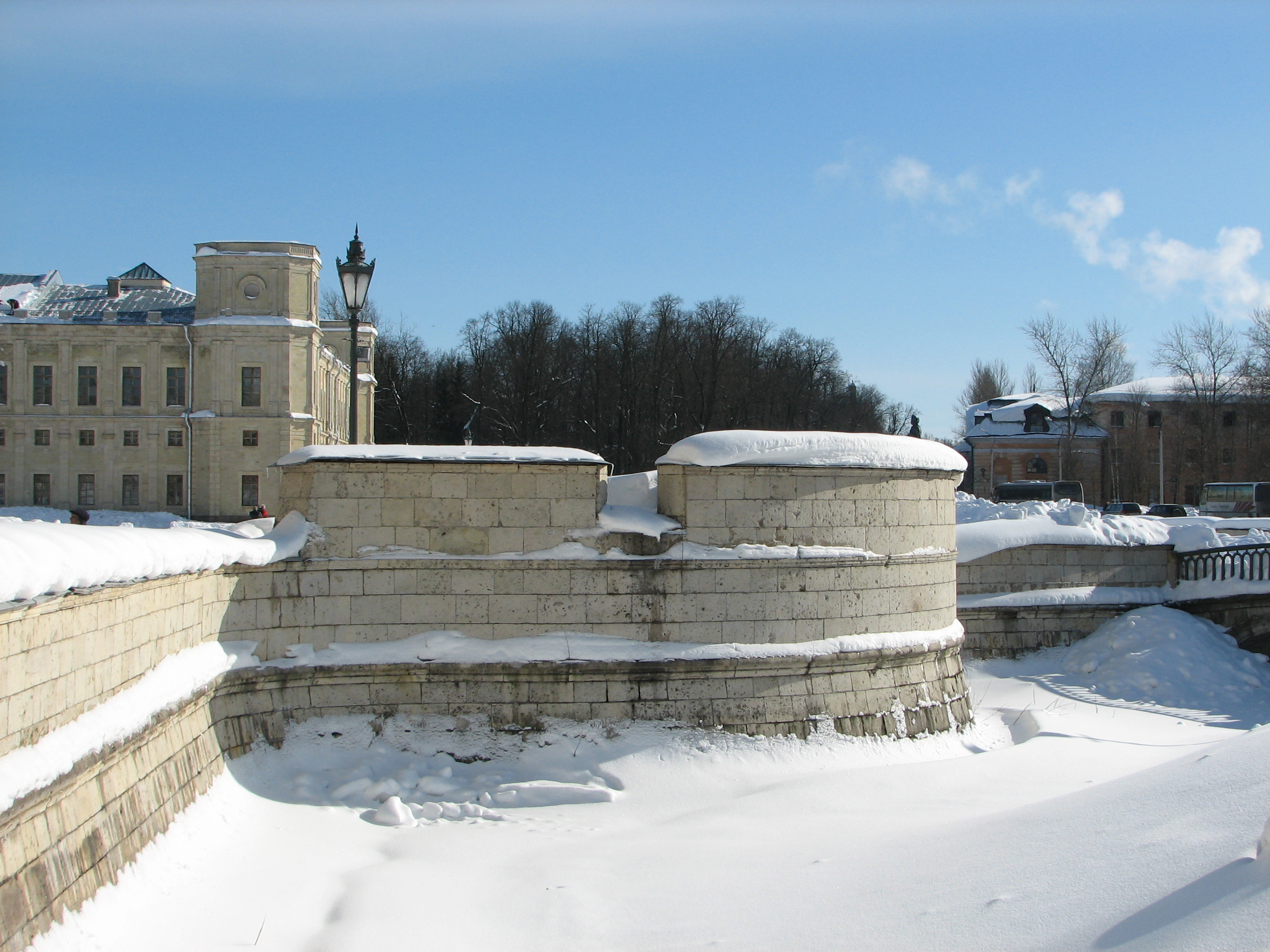

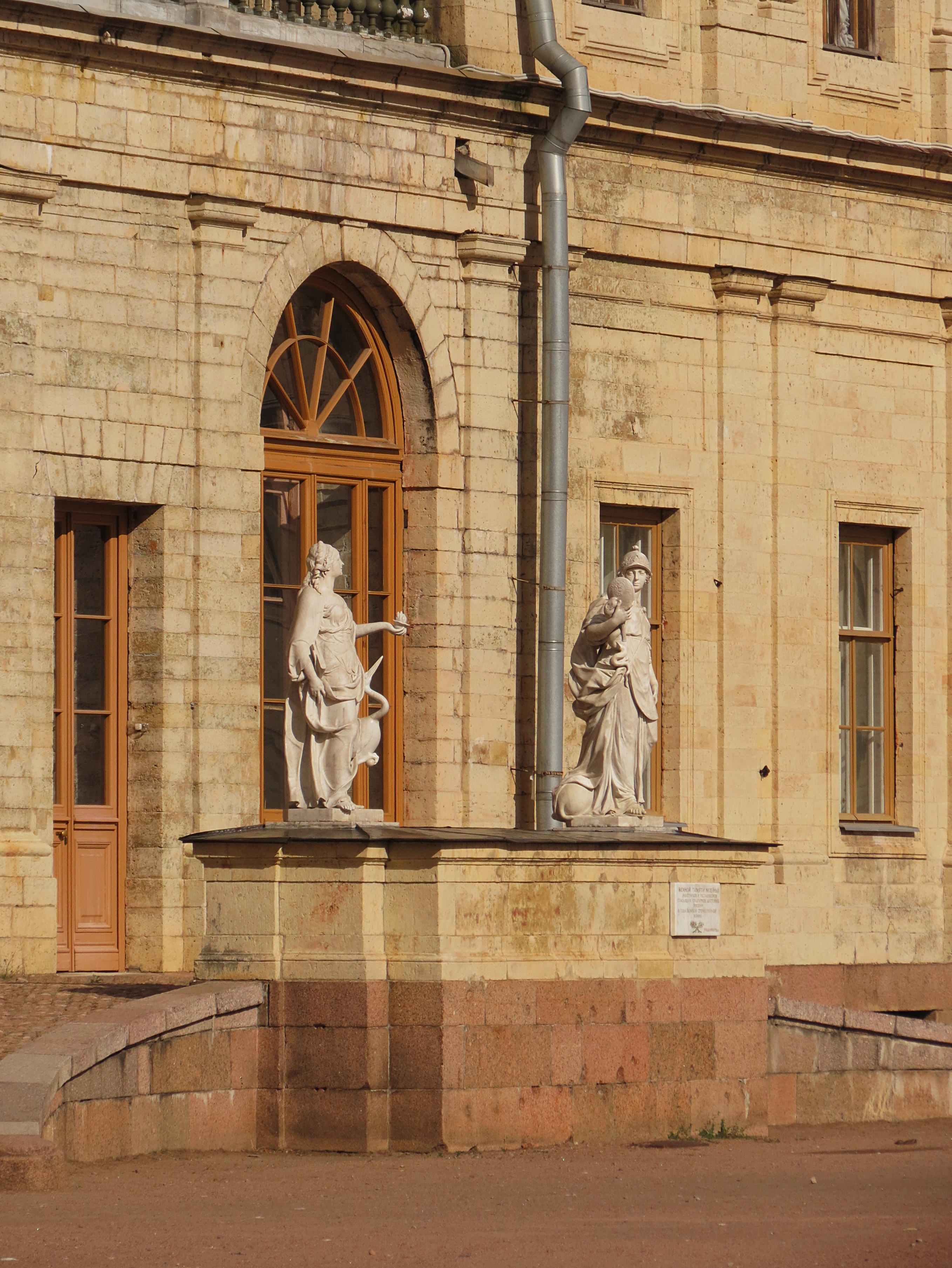

Аналогів Гатчинського палацу за кордоном не знайдено. Антоніо Рінальді, котрий був вимушений міняти власну художню манеру згідно з панівною модою і смаками вельможних володарів, постав у проєкті палацу творцем перехідної доби від рококо до раннього класицизму. Це надало споруді рис унікальності. Використана нібито типова схема садиби з курдонером. Але в споруді — чимало незвичного: наскрізний прохід від парадного двору в парк як в палацах бароко (пізніше закладений), повна відсутність колонад і портиків з трикутними фронтонами, відмова від тинькування фасадів, відмова від розфарбування в два кольори, підкреслення кутів каре вежами. Облицюваня фасадів одноманітними блоками пудоського каменю стримано збагачене небагатьма деталями (в невеликому рельєфі), що в тьмяному освітленні Петербурга та околиць — пропадали і працювали на монолітне враження від палацу. Головний фасад палацу був поділений міжповерховим пояском, а як декор використані пілястри та вікна. Лише парковий портал та вікно над ним мали стриманий декор, що нагадував барокові зразки. Не дивно, що архітектор М. Є. Лансере вбачав в лаконічному декорі палацу — добарокові форми, такі, що йшли від італійського відродження. Але в цілому споруда нагадувала не ренесансний палац, а якийсь англійський замок. Сучасники шукали його прототип в замках Хемптоншир та Річмонд.
Парковий фасад палацу був збагачений тонкими п'ятикутними вежами з дуже стриманим декором. Одна мала куранти і названа Годинниковою, друга мала блискавковідвід і носила назву Сигнальна. Про англійські замки нагадував і підземний хід-галерея, що виходив в парк порталом Гроту. Спрощені, майже суворі фасади палацу пом'якшували наскрізний прохід під палацем та обмаль декоративних скульптур італійських майстрів Джованні Маркіорі та Йогана Морлейтера («Юстиція» та «Передбачливість» з боку парадного двору, «Мир» та «Війна» на парковому фасаді).
Новий володар палацу Павло Петрович довгий час не приділяв уваги резиденції в Гатчині, бо був задіяний на будівництві в Павловську. Він почав впритул господарювати в Гатчині, коли став імператором. Головними архітекторами призначив росіянина Адріана Захарова та італійця Вінченцо Бренна. Захаров вибудував кам'яні павільйони Ферми та Птахівника в парку, а Бренна був задіяний в декорувані залів. Консервативний в смаках імператор сприяв появі барокових ділянок в пейзажному за характером гатчинському парку (Малий і Великий голландські сади, Власний садочок). Але пейзажного характеру парку це не позбавило. Був створений і проєкт побудови нового палацу-замку навпроти курдонеру. Ще один проєкт створив архітектор Василь Баженов, вже хворий на той час. Цей проєкт мав на меті створення грандіозного палацового комплекса з каналами і ділянками барокового саду з боку Арсенального каре. Але всі проєкти залишились нездійсненними за винятком замку В. І. Баженова. Проєкт замку був перенесений в Санкт-Петербург без барокового саду, його будівництво реалізував Вінченцо Бренна (нині відомий як Інженерний замок навпроти Літнього саду). Архітектор Бренна встиг надбудувати в Гатчині другий та третій поверхи на обох каре та пристосувати їх під апартаменти та житло. Він же перебудував первісно відкриті заокруглені галереї двору, замість яких створив стіни, декоровані вікнами та напівколонами. Палац став ще більш стриманим і суворим ззовні, але більш пристосованим до суворих російських зим. По смерті Павла володаркою палацу стала імператриця-вдова Марія Федорівна. Вона залучила до робіт в палаці архітектора Андрія Вороніхіна, але за короткий термін праці від встиг лише декорувати декілька приміщень та пристосувати їх для перебування взимку.
Третій будівельний період припав на 1840-ві роки, коли господарем резиденції став цар Микола І. Будівльними роботами керував архітектор Кузьмін Роман Іванович. Вони проводились в господарчих і житлових флігелях-каре. Там зробили підвали і повністю перебудували каре, збільшили висоту першого та третього поверхів. Відтоді висота бічних каре стала дорівнювати висоті заокруглених галерей. Аби підкреслити головування в ансамблі центрального корпусу, надбудували п'ятикутні вежі. Перебудували парадні сходи вестибюля та балкон з боку курдонера. Військовий плац перед палацом мав кордоном рови та невисокі бастіони, побудовані ще за часів Павла, батька Миколи І. Кузьмін відновив застарілі бастіони без будь-яких змін проєктного рішення Вінченцо Бренни. За часів імператора Олександра III в 1880-ті роки палац отримав електрику, телефон, були удосконалені та ремонтовані водогін та каналізація, замість печей поставили калоріфери. Приміщення житлової зони декорували згідно з тогочасними модами доби, але капітальних перебудов палац не зазнавав.

## Нездійснені добудови

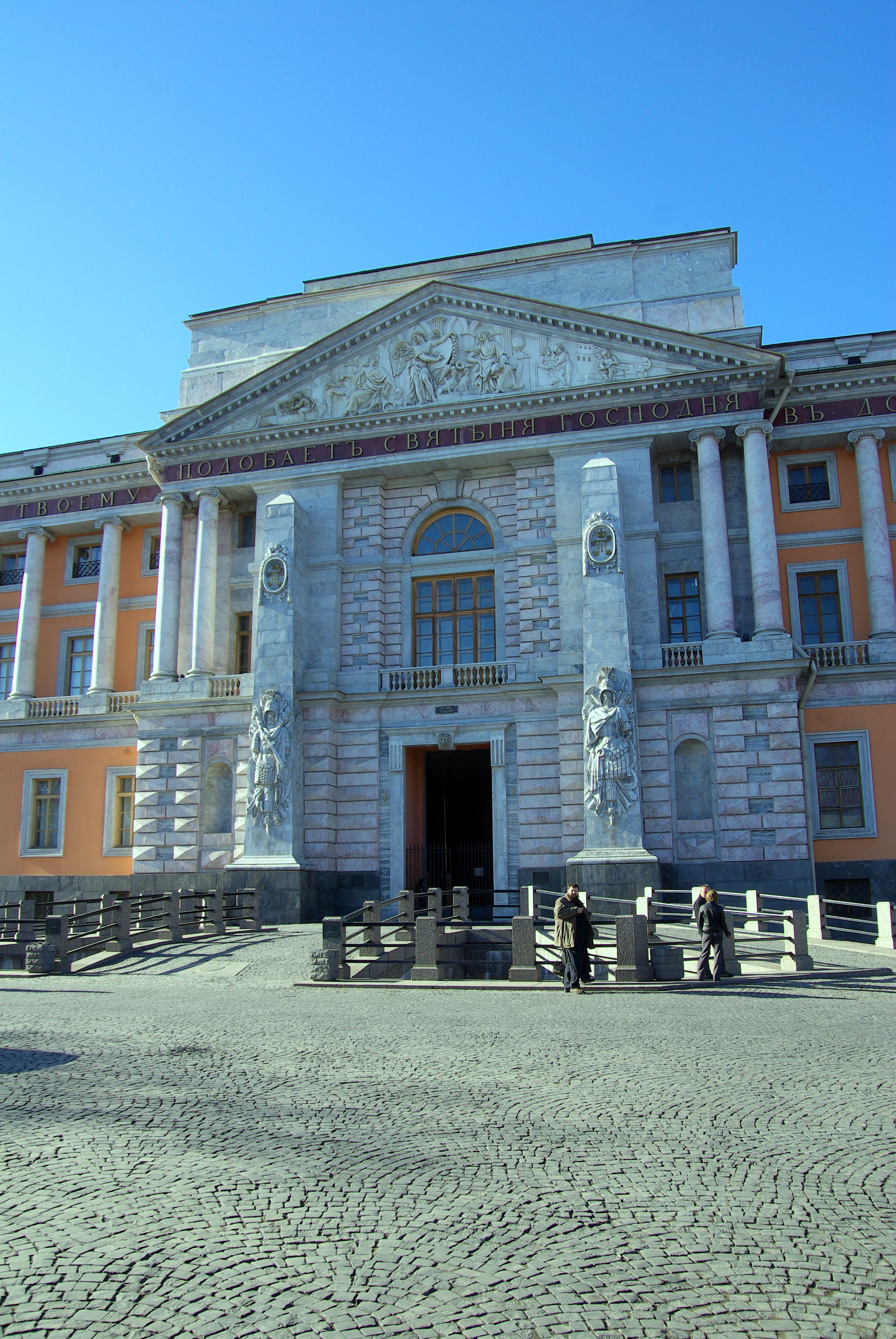
Декор Інженерного замку з обелісками. Санкт-Петербург.

Арх. Баженов В. І. (?) План добудов на 1790-ті роки

Для істориків мистецтва мають непересічне значення як реально вибудовані споруди, так і плани нездійснених. Саме за комплексом перших і других оцінюють щабель обдарованості творчої особи. Адже далеко не кожний із митців минулого мав можливості реалізувати власні задуми. Контраст в творчій біографії між велетенською обдарованістю та мінімумом вибудованих споруд мав в і архітектор Василь Баженов (1739—1799).
Дослідників давно приваблював нездійснений план добудов 1790-х років до Великого Гатчинського палацу. Він мав бути реалізований між Арсенальним каре та майданом Коннетабль. Протяжний новий палац за планом мав три прямокутні внутрішні дворики, не сперечався за головування в ансамблі з палацем Антоніо Рінальді, бо продовжував бічну перспективу. Поступкою дещо консервативним самкам російського імператора Павла І були новий замок, ще один палац із власним театром та ділянка саду бароко з боку паркового фасаду. Новий палац мав би 220 метрів довжини і головним — парковий фасад.
Розроблений Баженовим проєкт нового замку був запроєктований для Гатчини, але реалізований в Петербурзі. Мав неабиякий ефект і проєкт монументальної брами на в'їзді до майдану Коннетабль, декорований величними обелісками та фронтоном із декоративною військовою арматурою. Майстром цих фантасмагоричних декорацій був саме Баженов, що пройшов виучку в Парижі і добре засвоїв декоративні якості тріумфальних споруд. Величні обеліски були також використані Баженовим і для моделі нездійсненого Палацу в московському Кремлі. Ще один проєкт мав би здійснитися в гатчинському парку біля Адміралтейських воріт — це окрема споруда Картинної галереї.
Дослідники неодноразово піддавали сумніву авторство Баженова щодо проєкту Інженерного замку через тривалу відсутність креслень з підписами архітектора. Авторство підтвердив знайдений кресленик з підписом Баженова і датою 1792 рік. Достеменно відомо, що старий архітектор перебрався наприкінці життя під захист Павла Петровича і отримав дозвіл жити в каре Гатчинського палацу. В Гатчині він і продовжив працювати для вельможного замовника, що стане російським імператором.

## Мистецькі скарби
У палаці десятиліттями накопичувались мистецькі скарби. Попри коштовні мармури і високоякісний ліплений декор палац прикрасили плафонами (найбільш вартісний створив художник Г. Дуаєн), низкою портретів, меблями, килимами та гобеленами, аналогів яким в Російській імперії не було. Серед них —
- Брюссельскі гобелени 16 століття на біблійні сюжети.
- Гобелени «Азія» та «Африка» із серії «Сторони світу» 1780—1784 років, створені за картонами художника Депорта і виткані в майстерні Ж. Нельсона.
- Гобелен «Богиня Церера» на малиновому тлі, серія «Боги».
- Гобелени із серії «Дон Кіхот» за картонами французького художника Куапеля і подаровані Павлу І королем Франції Луї XVI[13].

Твори мистецтва потрапляли в палацові зали і колекції різними шляхами. Збірка старовинної зброї почала складатися ще за життя першого володаря палацу — Григорія Орлова. Згодом збірки зброї значно збільшили і розмістили в напівциркульній Арсенальній галереї на шляху до палацової церкви. З 1920-х років це була вже справжня музейна збірка, що мала зразки зброї Західної Європи та Росії від 16 до 18 століть. Серед них було чимало зразків експериментальних та з різними удосконаленнями. В колекціях була зброя, прикрашена золотом та сріблом, арабська частина зброї мала оздоби з коштовними каменями (діаманти, гранат, смарагди) та червоними коралями. Збільшенню колекцій зброї сприяло також те, що в Гатчину було переведене Імператорське полювання і арсенал. Кошовну колекцію зброї встигли повністю евакуювати в передвоєнний період 1941 року.
Розкішну колекцію унікальних творів мистецтва привіз Павло І із другої подорожі за кордон на початку 1780-х років. Вона була поділена між палацами в Павловську та в Гатчині. В Арсенальному каре зберігали унікальну збірку історичної зброї. Низка інтер'єрів мала декор в різних стилях — від рококо і класицизму до еклектики доби капіталізму (неоготика, неорококо, сецесія).

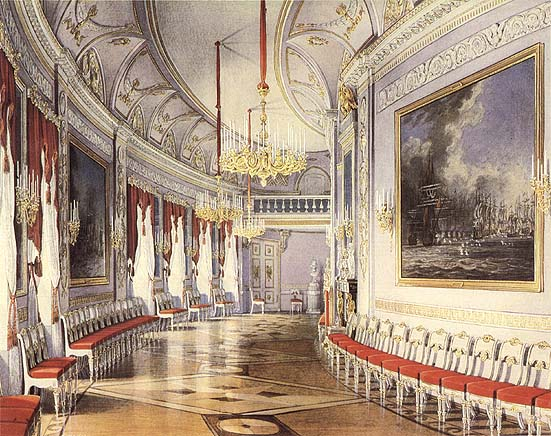
Чесменська галерея палацу, акварель Гау, 1877 р.
План Гатчинського палацу
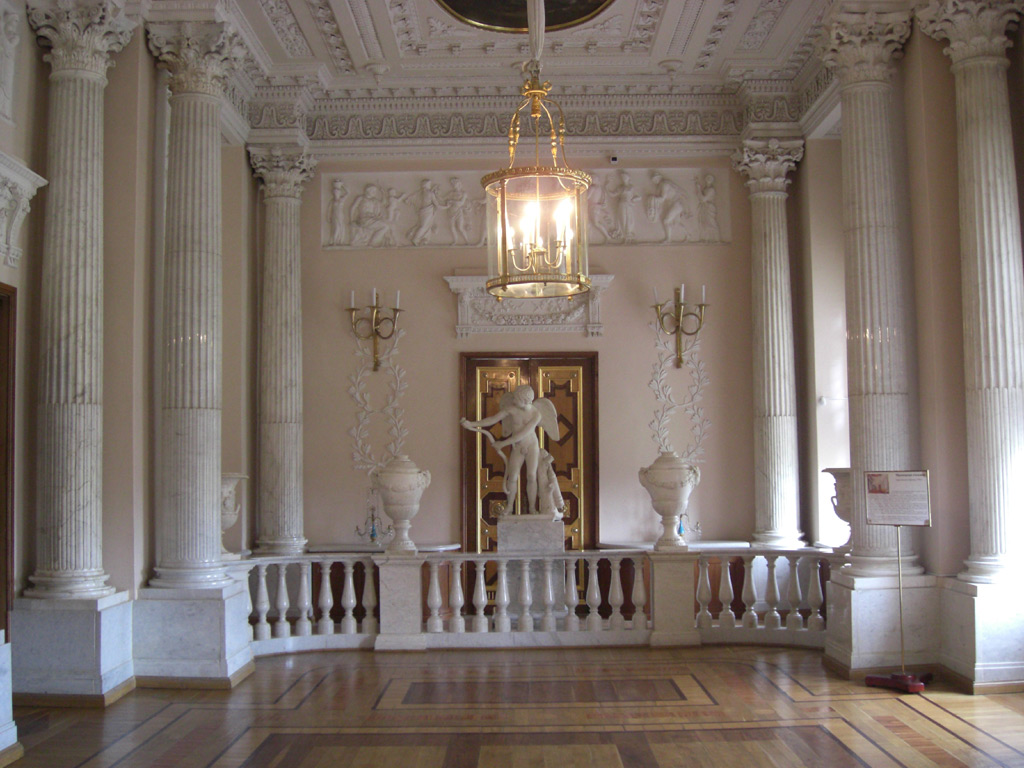
Гатчинський палац, Мармурова їдальня.

### Збірки палацової порцеляни
Китайська галерея палацу була рясно прикрашена китайською та японською порцеляною. Китайську порцеляну почали збирати ще за часів Петра I, котрий мав власну невелику збірку китайських речей у Літньому палаці. Приватну колекцію китайської, екзотичної на той час порцеляни, мав і Яків Брюс. По смерті Якова Брюса його збірку китайської порцеляни у нащадків і придбав увійшовший в фавор у імператриці Григорій Орлов та перевіз у Гатчину.
Розкішний «Мисливський сервіз» для бенкетів в апартаментах графа передала в подарунок Орлову імператриця Катерина II. Сервіз мав більше ніж 2 000 зразків, куди окрім посуду входили настільні декоративні прикраси у вигляді колон, свічників, маленькі архітектурні споруди у вигляді альтанок тощо. Так в палаці була започаткована колекція виробів Імператорського порцелянового заводу. «Мисливський сервіз» був виконаний на заводі за зразками порцеляни Мейсена, винайденої ще Беттгером. Назву отримав через декор у вигляді мисливських сцен. Згодом тут була створена значна колекція виробів суто Імператорського порцелянового заводу за декілька десятиліть, котра мала зразки від доби винаходу власної порцелянової рецептури в Російській імперії Дмитром Виноградовим до зразків 19 століття.
Свої поповнення в 19 столітті отримала і колекція китайської порцеляни. В Гатчину за наказом імператора Олександра II передали колекцію, подаровану імператорській родині В. Л. Наришкиним, а згодом і придбані притватні збірки. Окрім порцеляни палацова збірка мала також екзотичні речі та лакові вироби Китаю.

### Збірка скульптур

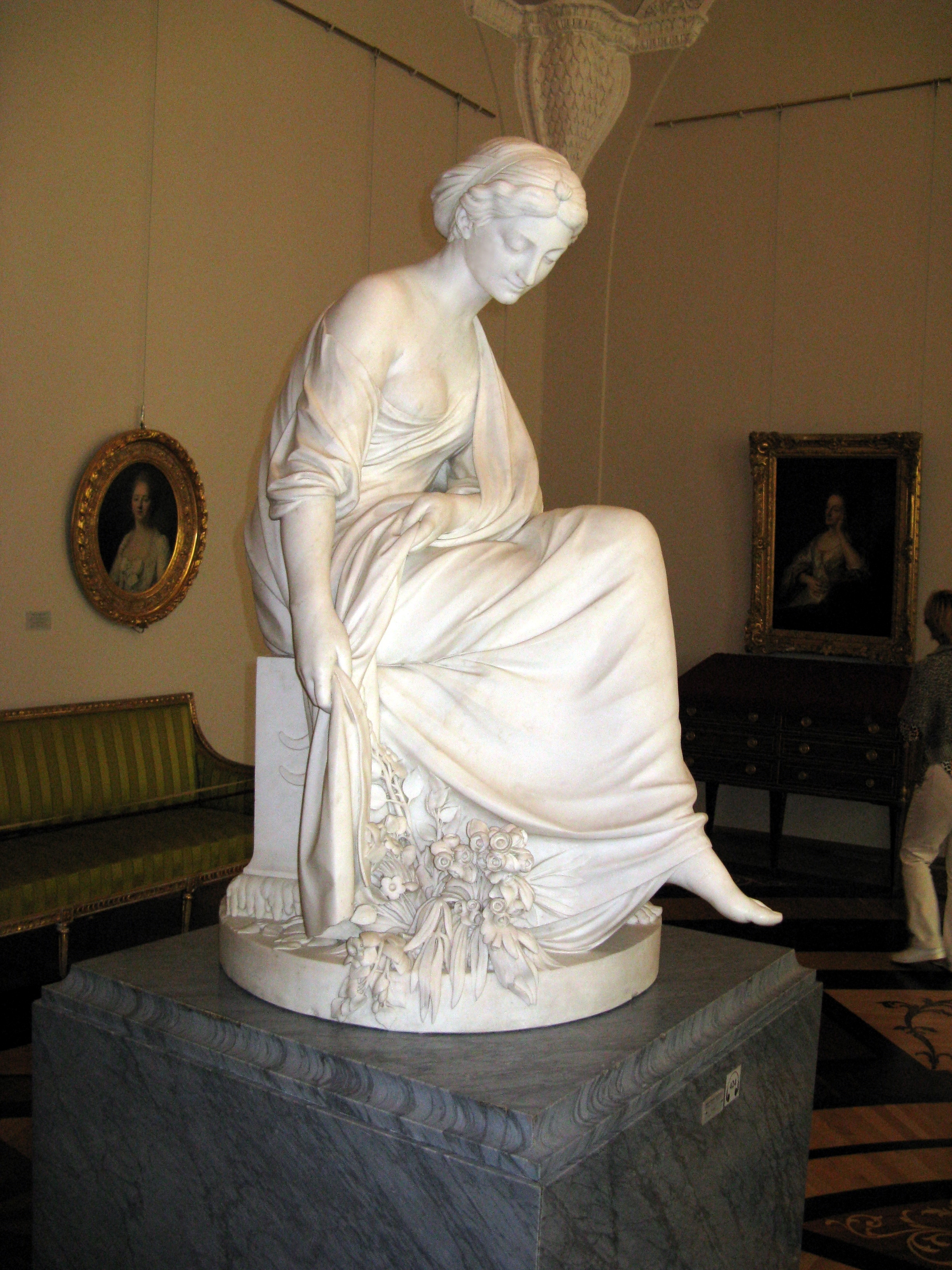
Етьєн Моріс Фальконе. Алегорія зими, Ермітаж.

Скульптурна колекція Гатчинського палацу мала низку неповторних зразків від доби Стародавнього Риму до зразків доби французького класицизму і академізму («Бійка амурів» роботи братів Дюкенуа, «Вакханка» П. Епіне, «Філософ» Йоахима Фальчионі). Скульптури високого мистецького ґатунку мав і гатчинський палацовий парк. Так, для окраси ділянки Сільвії використали дві скульптури, вивезені із Літнього саду роботи італійського скульптора А. Коррадіні та скульптуру «Венера з Амуром та дельфіном».
Саме в гатчинських збірках знайдуть алегоричну мармурову скульптуру «Зима», котру створив Етьєн Моріс Фальконе (творець Мідного вершника в Петербурзі) і яку вважали втраченою.

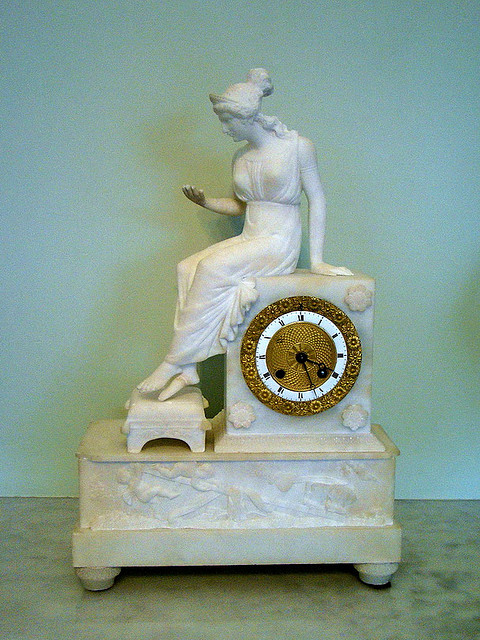
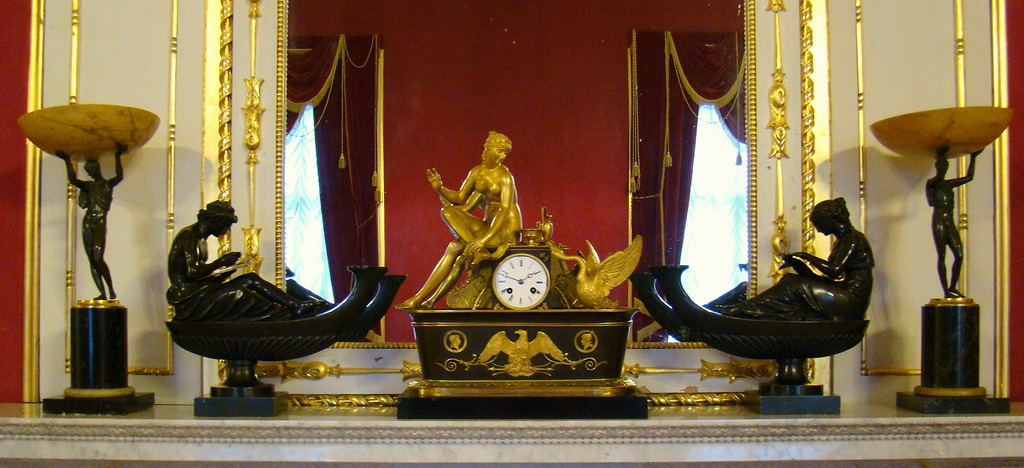
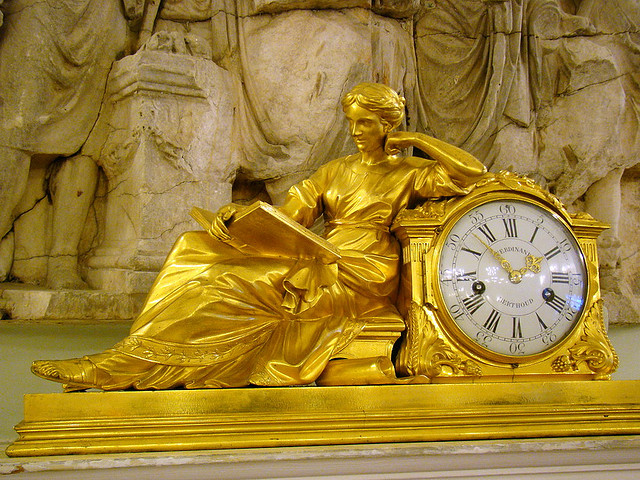

### Картинна галерея палацу
Картинна галерея палацу уславилась рідкісними зразками художників Франції, Італії, Австрії, Німеччини і Росії доби бароко, рококо, класицизму і еклектики. Низка творів могла викликати справжній колекціонерський захват і ажіотаж (Тиціан, «Втеча Святої Родини в Єгипет», Лука Джордано, «Вигнання з раю Адама і Єви», Жозеф Верне, «Буря», плафони пензля Габріеля Дуаєна.)
Ажіотаж серед колекціонерів живопису в Західній Європі розпочався ще в 16 столітті. Нова сторінка колекціонування і ризиків полювання за творами мистецтва розпочалася в 17 столітті. Римських колекціонерів охопила справжня лихоманка по смерті художника Караваджо, бо кожний знавець бажав отримати останні твори рано померлого майстра. Менш вдалі задовольнялись численними копіями з уславлених картин. Згодом в Європі склалась традиція мистецьких аукціонів. В 18 столітті до мистецького ринку Західної Європи залучились і аристократи Російської імперії. Найбільше поціновувались картини Італії, Франції та Нідерландів. Цікава збірка італійських митців накопичилась і в Великому Гатчинському палаці. Мистецтво Італії репрезентували Альвізе Віваріні, Тиціан, Лоренцо Лотто, Паріс Бордоне, Джованні Белліні, Паоло Веронезе, Гарофало, Елізабета Сірані, Бернардо Строцці, Кампідольо, Помпео Батоні, Франческо Гварді, не кажучі вже про художників другого і третього ряду.

## Перший директор
Палацу пощастило у період зламу влади в Росії. У 1917—1918 рр. його першим директором став граф Зубов Валеріан Платонович, граф, особа освічена і висококультурна, засновник Інституту мистецтв в Петербурзі. Все це сприяло збереженню палацу і його колекцій в буремні 1917—1918 рр. Він не забажав працювати на більшовицький уряд і емігрував у Францію. А Гатчинський палац в умовах музейної і культурної катастрофи в СРСР пройшов декілька етапів деградації і нищення.

## Доля мистецьких колекцій палацу

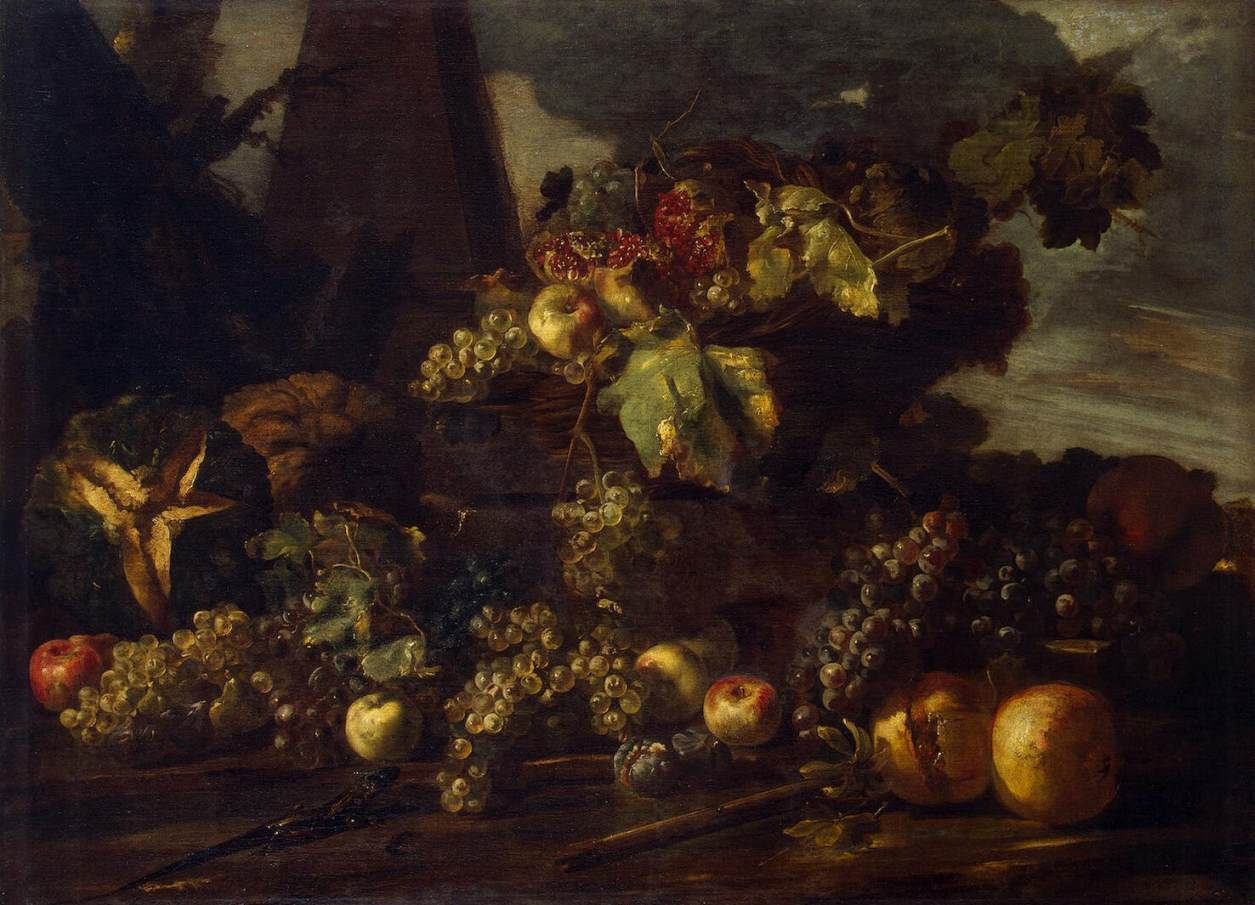
Мікеле Кампідольо, «Виноград і дині»

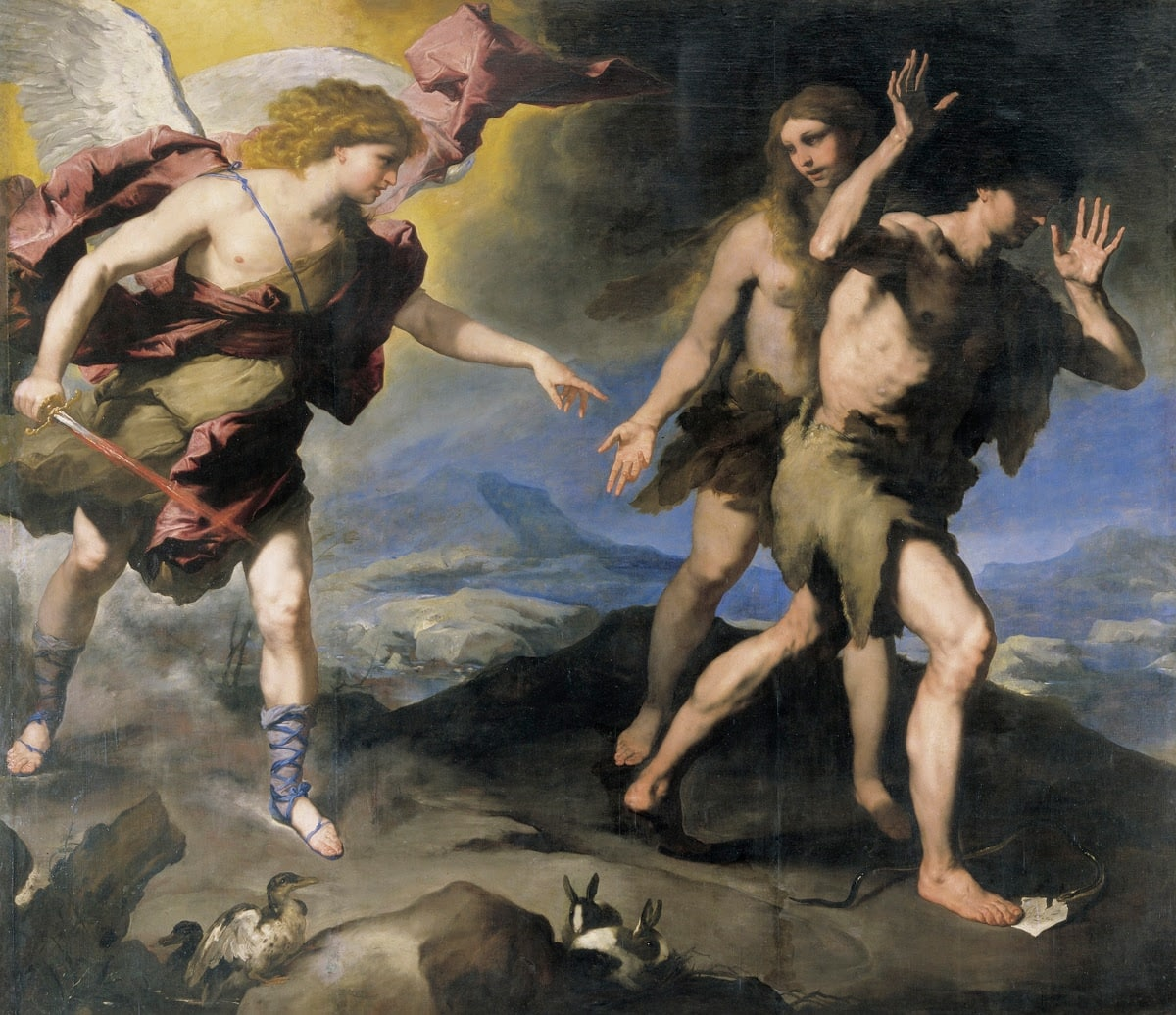
Лука Джордано. «Вигнання з раю»

Доля мистецьких колекцій палацу тісно пов'язана з трагічними подіями 20 століття. Палацові збірки за часів більшовиків були ретельно переглянуті і почався їх розподіл і вивіз. Так, «Мисливський сервіз» для бенкетів був зменшений на 1 000 зразків і проданий. Частка невивезених музейних речей (серед них і близько 3 000 виробів східних майстрів) була остаточно втрачена в роки фашистської навали. Низку палацових творів вилучив Державний фонд для продажу за кордон. Чимало речей було передано в провінційні музеї в повоєнні роки, бо катастрофічно пошкоджний пожежею палац без дахів вважали неможливим відновити як музейний заклад навіть на 1976 рік. Мистецькі колекції найбільшої вартості отримали відновлений Павловськ та Державний Ермітаж. Таким чином палацова збірка пройшла всі етапи від деградації до зникнення як єдина мистецька колекція.
В Москву передано — * Бернардо Строцці «Урок астрономії».
В період 1924-1926 років тільки в Ермітаж передали низку картин, що збагатили розділ італійського мистецтва (живопис на біблійні сюжети, пейзаж, ведута, натюрморт, портрет, міфологічна картина). Серед них —
- Альвізе Віваріні «Мадонна зі святими»
- Тиціан «Втеча Святої Родини в Єгипет»
- Джованні Белліні «Оплакування Христа»
- Лоренцо Лотто «Портрет подружжя»
- Паріс Бордоне «Венера і Марс»
- Паоло Веронезе «Навернення Савла в апостола Павла»
- Гарофало «Весілля в Кані Галілейській»
- Помпео Батоні «Фетіда віддає на виховання Ахілла»
- Франческо Гварді «Пейзаж»
- Лука Джордано «Народження Івана Хрестителя»
- Гаспаре Ванвітеллі, «Краєвид Рима»
- Елізабета Сірані, «Амур спалює зброю»
- два натюрморти з овочами Кампідольо
- декілька картин Бернардо Белотто тощо. І це те, що можна знайти в документах.

|                                         |                                           |                                               |                                                               |
| «Втеча Святої родини в Єгипет.» Тиціан, | «Портрет подружжя» Лоренцо Лотто, 1523 р. | «Місто Пірна під Дрезденом.» Бернардо Белотто | «Тронна зала. Картинна збірка» Відновлений Гатчинський палац. |

## Вандалізм воєнного часу
Під час артилерійських обстрілів були пошкоджені Арсенальне каре, вежа Кухонного каре, паркові фасади, павільйон Венери, двір каре, куди влучила бомба. Німецько-фашистські загарбники перебували в Гатчині впродовж двох з половиною років. Залишене майно і мистецькі колекції були пограбовані, вивезені, пошкоджені або знищені. Свідки пояснювали, що музейних речей було надто багато. Встигли вивезти лише чотири потяги в тил та один потяг в Ленінград.
Були висаджені в повітря усі кам'яні мости, порушені Палацові стайні, Лісова оранжерея, Березовий будиночок. Пошкодження мали всі паркові павільйони. Скульптури та вази Великої тераси-пристані були скинуті в озеро і їх витягли водолази в повоєнні роки.
|                           |                                      |                                                    |                                                   |
| «Руйнації стін і декору.» | «Овальний кабінет колись. Худ. Гау.» | «Грецька галерея до війни 1941–1945 рр. Худ. Гау.» | «Розчищений від сміття напівциркуль після війни.» |

## Вандалізм повоєнного часу
За часів СРСР Палацовий парк практично не розглядався як пам'ятка садово-паркової культури 18-19 століть. Місто не мало добре обладнаного, радянського парку відпочинку, тому ділянку між палацовим плацом та вокзалом перетворили на спортивний майдан із футбольним полем та трибунами. Історичний парк був неодноразовим майданом для різних місцевих заходів. Відновлені Палацові стайні віддали під військово-морський архів, а палац — під військове училище тощо.
Біля Сільвійської брами створили радянський меморіал-поховання двадцяти п'яти гатчинським комсомольцям, котрих захопили та розстріляли німецькі загарбники 1942 року. Меморіал створили за проєктом скульпторів А. Королюка та В. Іванова і архітектора В. Васильковського. Хоча кращим місцем для подібного меморіалу був би сквер у самому місті.
Ставлення до історичного парку як до типового парку культури і відпочинку відбилося і в байдикуванні місцевої молоді, що змагалась в закиданні урн зі сміттям в чисті гатчинські озера.

## Відновлення і музеєфікація

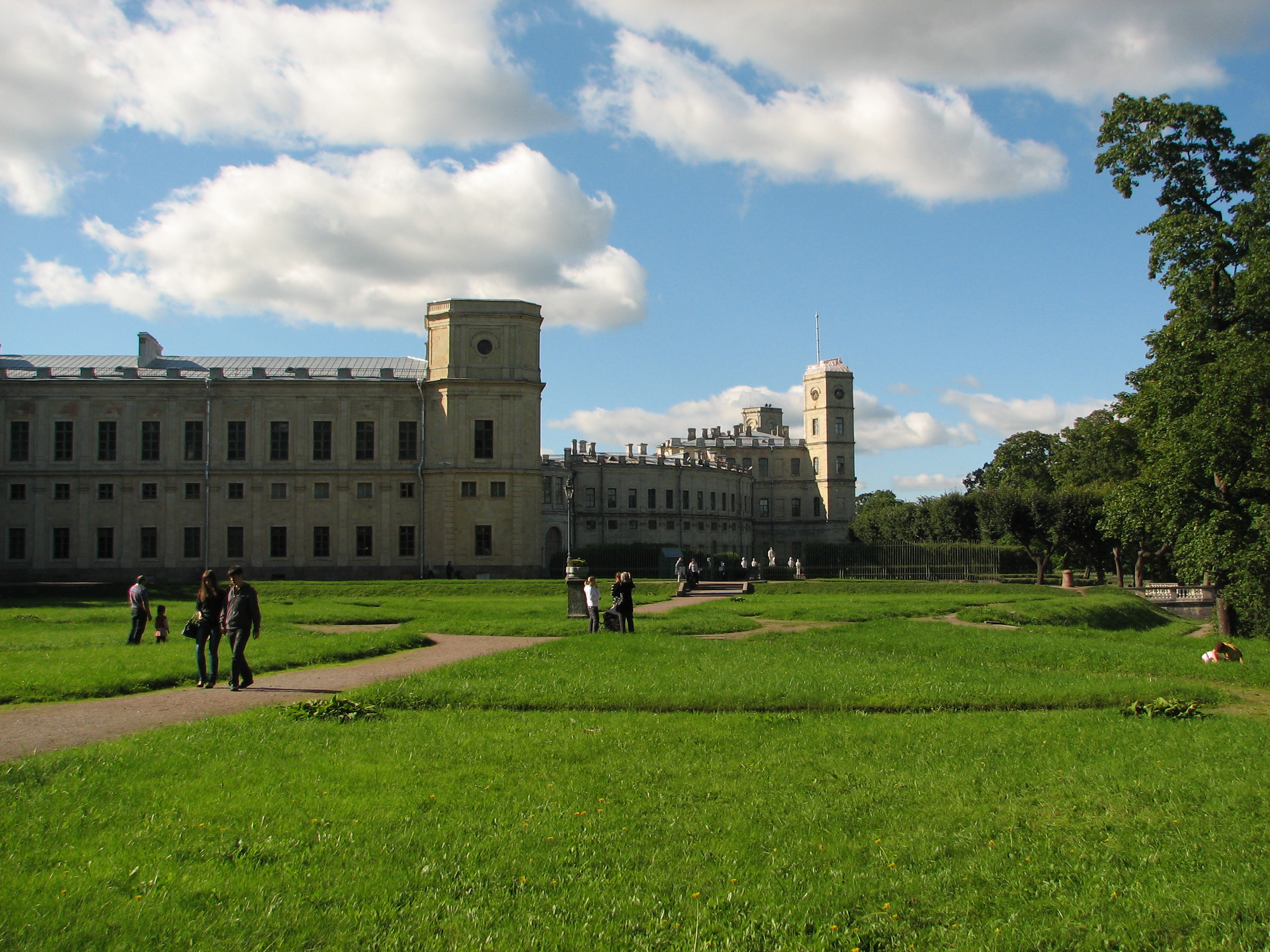
Фасади палацу від ділянки Голландського саду. Фото 2011 р.

Пошкоджений пожежею палац почали повільно відновлювати в повоєнні роки. Але відновлення не мало характеру реставрації. Робили ремонти, аби якось використати палацові приміщення. 1944 року уламки декору та пошкоджені рельєфи закрили дерев'яними екранами. Міжповерхові склепіння, вікна і двері, дахи відновили в 1948 році. В 1950—1959 роках палац став навчальним закладом, його віддали під Військово-Морське училище Міністерства оборони СРСР, а згодом — під ВНДІ «Электронстандарт».
Початок досліджень палацу в повоєнні роки, розшук архівних матеріалів та перші реставраційні спроби датують 1961-1963 роками. Проєкт відродження Гатчинського палацу як пам'ятки історії та культури світового значення доручили створити архітекторові М. Плотнікову. Але роботи припинили на тринадцять років і відновили лише з травня 1976 року.
Неможливість повномасштабних робіт в історичних приміщеннях палацу переорієнтувала фахівців на роботи в парку. Серед перших відновлених в 1960-ті роки був Павільйон Венери.

### Павільйон Венери
Відновлювально-реставраційні роботи першої черги приміщень палацу закінчили до травня 1985 року. Дещо раніше почалися відновлювальні та реставраційні роботи в парку, що тісно пов'язаний із образом та історією палацу. Серед перших — відновили Павільйон Венери або Трельяж. Первісно павільйон створили в 1792-1793 роках. Павільйон був копією паркової споруди, котру бачив Павло Петрович в садибі Монморансі — в Шантійї. Споруду виконали в дереві. Головний фасад прикрасили чотирма іонійськими колонами. Тимпан фронтону мав зображення сагайдака зі стрілами та палаючого смолоскипа — атрибутів римської богині кохання Венери. Колони прикрашали і протилежний фасад дерев'яної споруди поряд із сходами до води. Бо павільйон вибудували на штучному острівці, дістатися до якого можна було човнами по воді. Фасади прикрашали діагонально набитою дранкою, що підсилювало враження трельяжа, звідки і друга назва павільйону. Споруда мала один видовжений зал зі зрізаними кутами та напівциркульними вікнами. Досить серйозним було ставлення до інтер'єру, де вивісили дзеркала в рамах з гірляндами квітів. До декорування залучили майстрів, що створили низку майстерних стінописів в техніці грізайль. Майстерність виконання грізайлей в Павільйоні Венери перевищувала мистецький рівень декору в деяких палацових залах. Дещо гіршим рівнем виконання характеризувався лише декоративний плафон пензля Я. Меттенлейтера «Тріумф Венери», що ніс вже риси занепаду фігуративного живопису доби пізнього бароко. 1887 року в павільйон перенесли навіть паркет із палацу, виконаний за малюнками Антоніо Рінальді з колами та гірляндами дубового листя. Обмаль меблів дещо компенсували чотири мармурові фонтани, що робило приміщення незвичним і нетутешнім за характером. Первісно фонтанні чаші вирізали з дерева та облицювали свинцем. Мармурові чаші виконані і встановлені 1884 року майстром Е. Руджиа. Незвичність паркового павільйону підкреслювали невеликі тераси-балкони та мініатюрний садочок-квітник з мармуровими скульптурами.
Павільйон сильно постраждав під час обстрілів у 1941–1944 рр., були пошкоджені стіни, стінописи, палацовий паркет Рінальді, плафон Меттенлейтера, невеликий регулярний садочок зник. Павільйон реставрували два роки (в 1963–1965), декоративний живопис відновив художник-реставратор Л. Любимов. Павільйон Венери в Гатчині набув рис унікальності через знищення власного прототипу в парку Шантійї у Франції.
Серед типових для класицизму павільйонів — Березовий будиночок з дешевим облицювальним матеріалом. Його фасади нагадували штабеля березових дров із необдертою білою корою, адже доба павільйонів бароко із коштовних матеріалів минала. В контраст із дешевим облицюванням приміщення — інтер'єр павільйону було рясно декоровано дзеркалами, меблями та декоративним живописом. З боку палацу маловиразний ззовні павільйон прикривала кам'яна брама «Маска», вибудована на деякій відстані від дерев'яних фасадів споруди.

### Відновлений Водний лабіринт
Серед відновлених був і Водний лабіринт. Наближеність до протяжного Білого озера надала можливість ще наприкінці 18 століття створити тут Водний лабіринт, що мав канали, чотири власні острівці та один вихід-протоку в озеро. Канали прикрашали невеликі містки, що не заважали прогулянкам на човнах. Первісні містки були дерев'яні, наприкінці 19 століття інженеру Людвигу Шпереру доручили замінити дерево залізом. Майже 50 років Водний лабіринт перебував закинутим. Відновлення металевих містків та паркових стежок на острівцях закінчили 2012 року.

### Палацові куранти
Вперше годинник-куранти встановили на вежі палацу ще за часів першого володаря садиби — Григорія Орлова. Куранти доглядали і змінювали. У 20 столітті вони були втрачені.
Реставратори відновили годинниковий механізм за кресленнями 18 століття. Проєкт був реалізований 1992 року фахівцями петербурзького Інституту точної механіки і оптики. Не досить якісні матеріали та агресивні чинники, значні коливання температур взимку зіпсували механізм і функція курантового бою заблокувалась. Механізм 2012 року зупинили, промили та замінили зіпсовані деталі. Роботи проведені за рахунок благодійних внесків відвідувачів і друзів Гатчинського палацу-музею.

## Ділянки пейзажного парку і барокові куточки

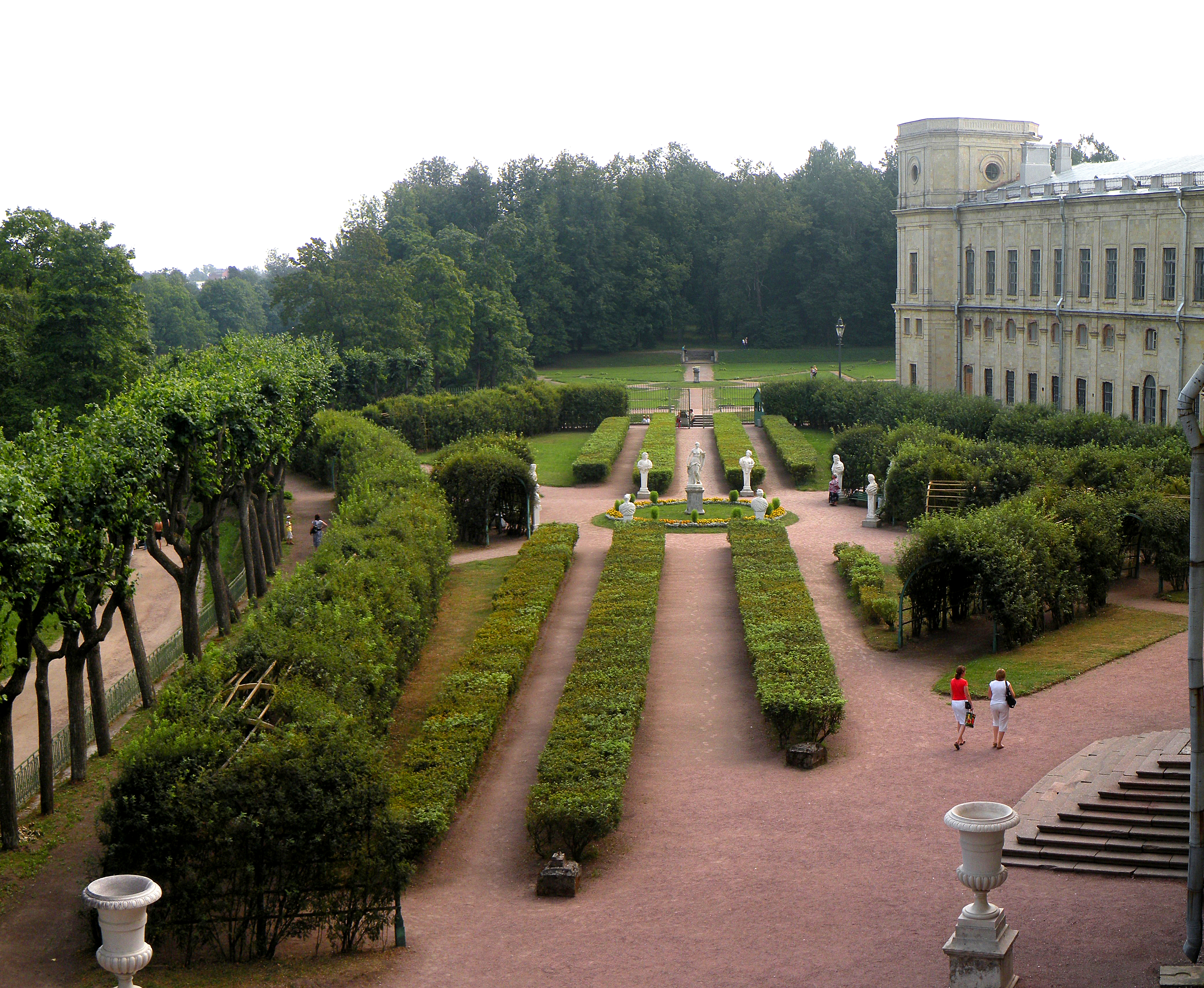
Власний садочок зверху.

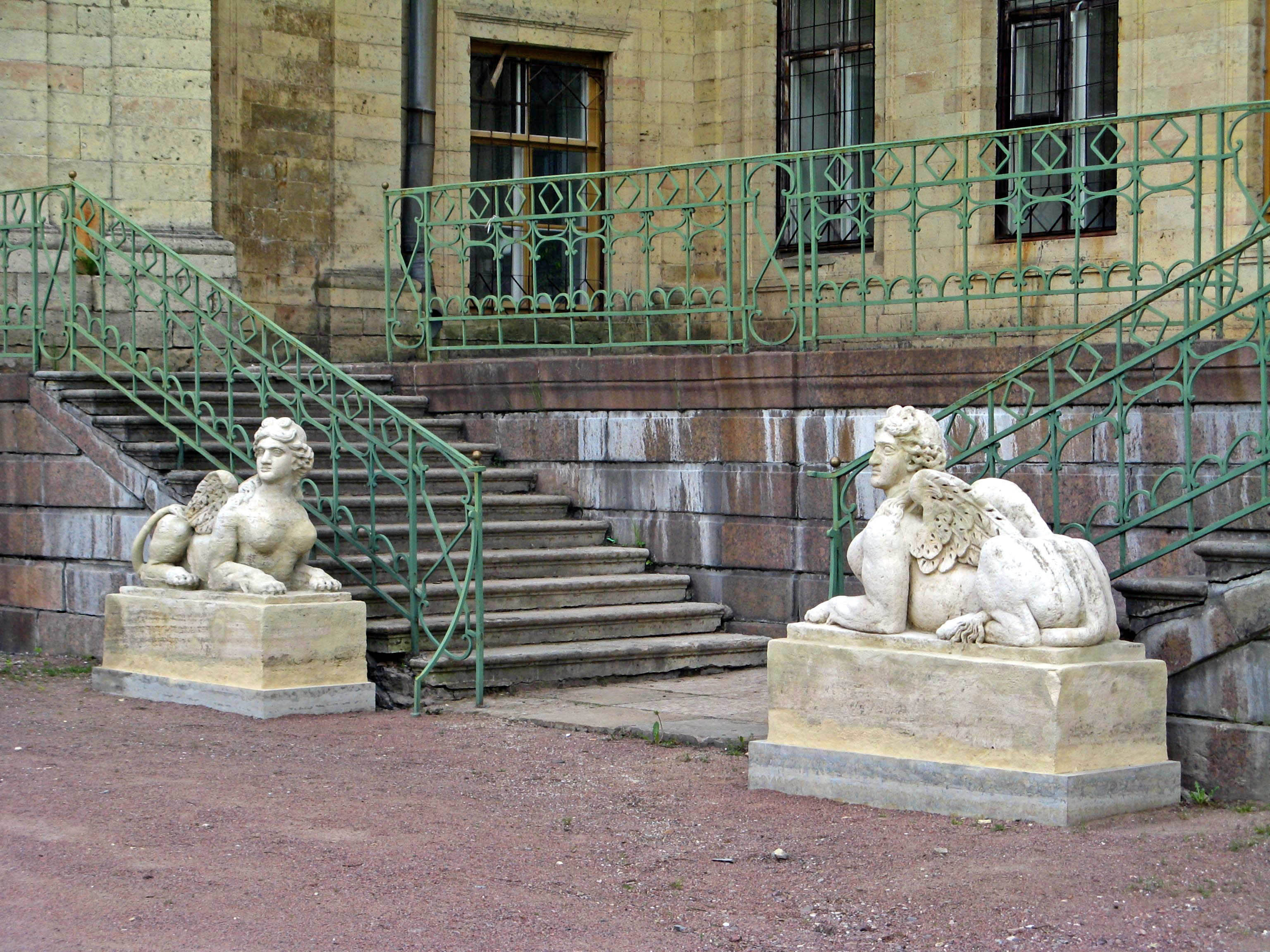
Крилаті сфінкси тераси.

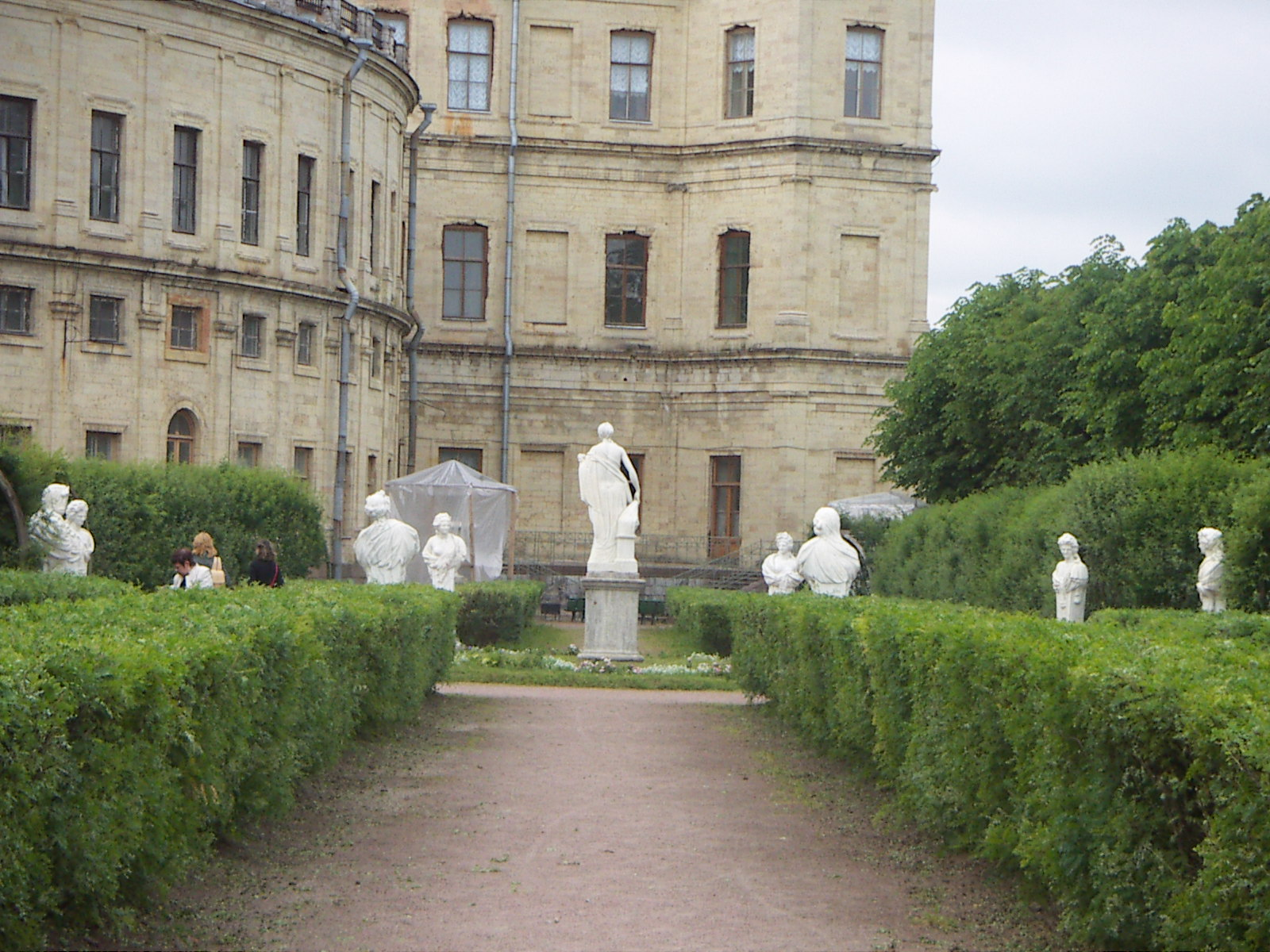
Гатчина. Так званий Власний садочок

Старовинні парки в Оранієнбаумі, Петергофі, Царському Селі починались як регулярні, барокові. І лише по зміні моди змінювались, переплановувались та збільшувались за рахунок пейзажних ділянок. В Гатчині все було навпаки. Сад тут відразу планувався як пейзажний парк, для чого відрядили англійця Д. Буша, запрошеного із самої Британії. Помічниками були російські садові учні Лев Іванов, Тихон Навозов, Василь Колузаєв та Олексій Княжев. Керівництво від Д. Буша перейшло до садового майстра Д. Гекета, що працював в Гатчині декілька років. Головували в парку озера, низка яких простяглася в напрямку захід-схід — водні дзеркала Білого та Чорного озер, острівці та численні затоки і стануть основою паркової композиції.
У справу створення парку втрутився другий володар садиби — Павло Петрович. За його наказом виникли ділянки з регулярним розплануванням — Малий та Великий голландські сади, Власний садочок та Ботанічний садочок.
- Власний садочок. Він розташований поблизу північного фасаду Арсенального каре і Годинникової вежі палацу Антоніо Рінальді. Наближеність до Арсенального каре обумовлена приватними кімнатами Павла I, вікна яких на першому поверсі повернуті саме сюди. До того ж, бічна перспектива Власного садочка мала пов'язувати вихід із кімнат імператора з новим палацом, запланованим, але так і не вибудованим. 1794 року між Арсенальним каре та Годинниковою вежею створили невелику терасу, а перед нею встановили сходи та два крилаті сфінкси. Сходи тераси і сфінкси прикрасили вихід в сад. Власний садочок прикрашений трьома довгими стежками та галявиною з садово-парковими скульптурами, вазами, гермами і мармуровими погруддями роботи італійських майстрів. Це найбільш барокова ділянка Палацового парка і мала колись вистрижені дерева та кущі. Частково її бароковий характер утримують і дотепер.

Бароковий за характером Власний садочок веде до ділянки Малого та Великого голландських садів.
- Малий і Великий голландські сади виникли на ділянці, котру первісно призначали для будівництва нового палацу із трьома внутрішніми дворами. Незадіяну ділянку і відвели під сади. Вони мають пейзажний характер.

- Сільвія — назва північно-західної частини Палацового парку (латиною сільва — ліс). Виникнення цієї ділянки саду пов'язане із втручанням в розпланування парку Павла Петровича, котрий намагався відтворити в Гатчині деякі частини французького парку Шантійї, серед яких майдан з обеліском Коннетабль та Сільвія. Якщо Сільвія в Шантійї мала регулярне розпланування, Сільвія в Гатчині відтворювала це розпланування приблизно, не повторювала прообраз досить точно. Кордоном ділянки була невелика місцева річка Колпінка, де стояв млин. Виникнення Сільвії датують 1792—1800 роками, коли на ділянці висадили тисячі різних дерев, а також створили паркові шляхи та дорогу до Великого Звіринця[26]. Сільвію відокремили від Палацового парку кам'яним парканом із брамою. За нею розпланували заокруглену галявину із трьома радіальними парковими шляхами, котрі перебили трьома ж паралельними доріжками. В саду створили невеличкі фігурні ставки, а деінде встановили паркові скульптури (роботи невідомих майстрів та А. Коррадіні). У віддаленій Сільвії практично не було паркових павільйонів, окрім Грота, який пізніше знищили.

- Ботанічний сад — цю назву носила невелика ділянка Палацового парку на схід від Білого озера, що слугувала розплідником дерев та кущів. Розплануванням невеликої ділянки керував Ф. Гельмгольц, «ботанічний садівник», як його позначали в записах. Роботи по розплануванню почались 1793 року. Виникла невеличка тераса із суто геометричним малюнком-розплануванням. Кордони ділянки створювали оранжереї та тринадцять ділянок з невеличкими сходами. Облаштування та будівництво оранжерей закінчили 1801 року. Для потреб оранжерей та рослин викопали два невеликі ставки.

Деградація найбільше відбилась саме на ділянці Ботанічного саду. Він втратив усі оранжереї і квітники, а його вивільнену ділянку засадили новими дубками. Обидва копані ставки висохли і не відновлені.
Відновлювальні та реставраційні роботи в парку та в палаці тривають і на початку 21 століття.